# Manuel José Puna
Manuel José Puna ComNSC, 1.º Barão de Cabinda de juro e herdade, foi um Régulo de Cabinda e súbdito português.

## Biografia
D. Manuel José Puna foi Régulo de Cabinda, independente, embora aliado dum Régulo gentio mais poderoso do interior, parece que seu suserano, denominado pelo mesmo gentio Rei Grande.
Foi mandado pelas autoridades portuguesas educar no Brasil, antes da independência daquele estado. Visitou Portugal em 1866 e aqui abraçou a Religião Católica e foi baptizado, sendo seus Padrinho e Madrinha o Rei D. Luís I de Portugal e a Rainha D. Maria Pia de Saboia.
Foi então nomeado Coronel Honorário do Exército Português no ultramar e foi-lhe concedida a Comenda da Real Ordem Real de Nossa Senhora da Conceição de Vila Viçosa.
Este Régulo sempre foi muito amigo dos Portugueses e muito dedicado às autoridades, a quem prestou toda a espécie de serviços possíveis na sua posição e todo o auxílio e favor que depende dele e da sua gente.
D. Luís I concedeu-lhe o título de 1.º Barão de Cabinda, de juro e herdade, por Decreto e Carta de 7 de Setembro de 1871. Não consta, no entanto, que o título fosse usado por qualquer dos numerosos filhos que teve de várias mulheres, ao uso poligâmico dos negros, não obstante ser oficialmente Cristão. O título foi a certa altura usado por um seu descendente, sem que se conheça qualquer documento de renovação.
Casou e teve dois filhos, D. João Puna e D. Vicente Puna. Consta que teve mais filhos e filhas, havidos de diferentes mulheres, todas legítimas, conforme o uso do gentio, em que se admite a poligamia. Pelo uso, que é Direito, dos gentios, os filhos não sucedem no poder ao Régulo ou Soba, mas sim os sobrinhos, filhos de irmãs dos mesmos Chefes, que eles antes de morrer nomeiam para lhe suceder no mando.